# Роман Тотенберг
Роман Тотенберг (1 січня 1911, Варшава, за іншими даними Лодзь — 8 травня 2012, Ньютон, Массачусетс, США) — американський скрипаль і музичний педагог польського походження.

## Біографія
Народився в єврейській родині. Його батько, Адам (Абрам Якович) Тотенберг (1879—1934), випускник Санкт-Петербурзького технологічного інституту, цивільний інженер і архітектор, який спеціалізувався на будівництві мостів і житлових будинків; мати — Станіслава Вінавер, з родини військового лікаря, була домогосподаркою. З початком Першої світової війни батько був направлений в Москву, де Роман почав займатися музикою у оперного концертмейстера і скрипаля О. І. Єрмолова (1917). Після Жовтневого перевороту сім'я переїхала в Вологду, а через рік — в Саратов, де він два роки навчався в народній консерваторії. Повернувшись до Варшави в 1921, продовжив заняття спочатку у Йозефа Зажембського, потім у Мечислава Міхаловіча в Варшавському інституті музики і дебютував у віці одинадцяти років як соліст з Варшавським філармонічним оркестром.
Після закінчення з золотою медаллю Варшавського інституту музики продовжив навчання у Карла Флеша в Берліні. В 1931 виграв премію Мендельсона і зміг продовжити навчання у Джордже Енеску і П'єра Монте в Парижі. В 1935 дебютував з концертами в Лондоні і Вашингтоні, в 1938 емігрував до США.
У 1947 році був призначений завідувачем відділенням струнних інструментів Музичної академії Заходу в Санта Барбарі. З 1961 по 1978 рік був професором і завідувачем кафедрою струнних інструментів в Бостонському університеті, також викладав в консерваторії Пібоді, Маннес-коледжі Музичній школі Аспена. У 1978—1985 роках був ректором Музичної школи в Кембриджі, де серед його учнів були Євген Кутик, Миру Ванг, Деніел Хан, Рейчел Веттер Хуанг, Ікуко Мізуно, Марі Кимура.
Скрипка Антоніо Страдіварі (1734), що належала Тотенбергу, була вкрадена з його кабінету в Музичній школі в травні 1980, виявлена оцінювачем і повернута спадкоємцям музиканта в серпні 2015.